# 둥근 바닥 플라스크

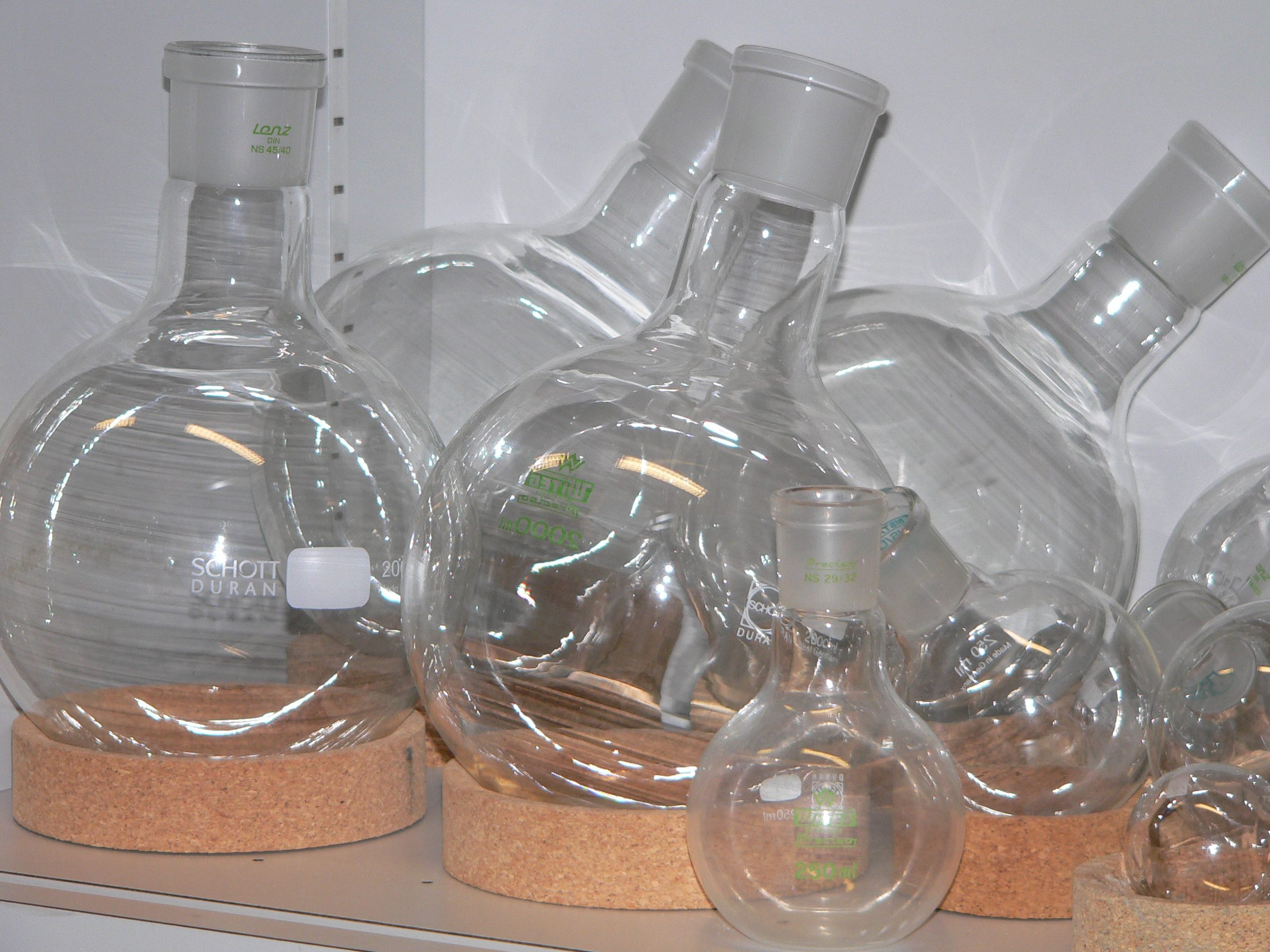
둥근 바닥 플라스크 및 코르크 링

분별 컬럼 없이 리비히 냉각기를 사용한 실험실 증류 구성. 증류 플라스크(2, 왼쪽)와 수용 플라스크(8, 오른쪽)는 모두 둥근 바닥 플라스크이다.

둥근 바닥 플라스크(Round-bottom flask) 또는 RB 플라스크는 주로 화학 또는 생화학 작업을 위해 실험실 유리기구로 사용되는 둥근 바닥을 가진 플라스크 유형이다. 화학적 불활성을 위해 일반적으로 유리로 만들어진다. 현대에는 대개 내열성 붕규산 유리로 만들어진다. 끝에 구멍이 있는 목으로 알려진 관형 섹션이 하나 이상 있다. 목이 2개 또는 3개인 플라스크도 일반적이다. 둥근 바닥 플라스크는 5mL에서 20L까지 다양한 크기로 제공되며 일반적으로 유리에 크기가 표시되어 있다. 파일럿 플랜트에서는 훨씬 더 큰 플라스크를 볼 수 있다.
목의 끝은 일반적으로 원뿔형 접지 유리 조인트(ground glass joint)이다. 이는 표준화되어 있으며 비슷한 크기의 테이퍼형(수) 피팅을 수용할 수 있다. 250mL 이상의 플라스크에는 24/40이 일반적이고, 더 작은 플라스크에는 14/20 또는 19/22와 같은 작은 크기가 사용된다.
둥근 바닥으로 인해 둥근 바닥 플라스크를 똑바로 유지하려면 코르크 링이 필요하다. 사용 시 둥근 바닥 플라스크는 일반적으로 스탠드의 클램프로 목에 고정된다.
둥근 바닥 플라스크는 화학 무기 금지 조약 이행 기관인 화학 무기 금지 기구(OPCW)의 로고에 눈에 띄게 표시되어 있다.